# Johann von Leers
Johann Jakob von Leers, nome musulmano dopo la conversione Omar Amin von Leers (in arabo عمر أمين يوهان فون‎?; Karbow-Vietlübbe, 25 gennaio 1902 – Il Cairo, 5 marzo 1965), è stato un militare, politico, esoterista e filosofo tedesco naturalizzato egiziano, Alter Kämpfer e Sturmbannführer onorario nelle Waffen-SS della Germania nazista, dove era un professore noto per polemiche antisemite durante il nazionalsocialismo.
Nel mondo intellettuale del nazismo, aveva un dottorato di ricerca in giurisprudenza e una cattedra universitaria all'Università di Jena, da cui gli appellativi di professor von Leers o dottor von Leers.

## Biografia
In gioventù si occupò di giurisprudenza ma anche di studi linguistici, come la slavistica; divenne un poliglotta: imparò il russo e il polacco, ma anche lo yiddish degli ebrei aschenaziti dell'Est Europa e del Mitteleuropa, l'ungherese e il giapponese; scriveva correntemente in latino.
Fu un importante ideologo per il Terzo Reich (seppur di secondo piano come apparizioni pubbliche), fautore della realpolitik (chiese per tre volte l'esenzione, per le minoranze razziali non-ebraiche, dalle severe norme delle leggi di Norimberga) e del movimento Völkisch, funzionario per il Ministero della Propaganda di Joseph Goebbels e conoscente di Adolf Hitler e Heinrich Himmler, suo capo nelle SS.
Per evitare la cattura e una possibile imputazione al processo di Norimberga per responsabilità "morale" in crimini contro l'umanità e crimini di guerra, come successo agli altri propagandisti Julius Streicher e Alfred Rosenberg (principali ideologi del razzismo scientifico nazionalsocialista, impiccati nel 1946 come corresponsabili dell'Olocausto), nel 1945 von Leers scappò in Italia e dopo cinque anni, emigrò in Argentina. 
Più tardi, rifugiatosi in Medio Oriente, collaborò col dipartimento egiziano per le informazioni, un servizio segreto fondato nel 1954.

### Inquadramento ideologico
Oltre che per Goebbels, pubblicò articoli propagandisti antisemiti, nazionalisti e poi antisionisti per il governo dell'Argentina di Juan Domingo Perón e soprattutto per Gamal Abd el-Nasser in Egitto, che allora era in guerra col giovane stato d'Israele.
Avversario del pessimismo storico di Oswald Spengler, anticristiano influenzato da Nietzsche e Julius Evola, vicino al misticismo nazista, all'etenismo politeista e alla religione solare classica (assorbiti dal cristianesimo dopo Eliogabalo, Aureliano e Giuliano), collaborò anche con Savitri Devi, agente segreta nazista e scrittrice greca di religione induista e atonista (anche von Leers era interessato alla devozione ad Aton e Amon-Ra nell'antico Egitto), fautrice dell'arianesimo indoeuropeo.

Savitri Devi (pseudonimo di Maximiani Portas).

Dopo la partenza per i paesi arabi, nei suoi ultimi anni von Leers si convertì infine all'Islam sunnita, nel cui monoteismo aniconico vedeva un baluardo anti-giudeocristiano e la vera continuazione dei culti del Sole enoteisti occidentali di ogni tempo.
Assunse il nome arabo di Omar Amin e condusse trasmissioni radiofoniche di intonazione antisionista e nazionalista araba dopo le preghiere musulmane dell'emittente statale del regime nasseriano. Il suo interesse per il mondo islamico in sé risaliva ad anni prima. Jeffrey Herf riferisce che nel dicembre del 1942 von Leers pubblicò un articolo sulla rivista Die Judenfrage ("La questione ebraica") un periodico appartenente al mondo intellettuale antisemita, intitolata "Giudaismo e Islam come opposti". Come indica il titolo, la prospettiva dell'autore è hegeliana, presentando ebraismo e islam in termini di tesi e antitesi. Questo saggio rivela anche l'aggravante prospettiva nazionalsocialista che von Leers proiettava sul passato islamico, nonché l'intensità del suo odio per l'ebraismo come religione. Il seguente passaggio fa parte del testo originale:
(Johann von Leers)

### Ultimi anni
La presenza e l'attività di Leers contribuì a sviluppare l'antisemitismo e il negazionismo in Egitto.
Von Leers morì al Cairo nel marzo 1965, sebbene alcuni, tra cui Jorge Camarasa, un membro del Centro Simon Wiesenthal (forse in confusione con Alois Brunner, morto in Siria a 98 anni nel 2010), sostengono che avesse finto la morte per sfuggire al Mossad (motivo per alcuni del cambio di nome). È sepolto dal giugno 1965 in Germania, trasferito dopo la sua morte a spese dello stato egiziano e lì inumato a Schutterwald con rito islamico.